# How to Save a Life (singel)
How to Save a Life – ballada rockowa grupy The Fray, pochodząca z jej debiutanckiego albumu How to Save a Life. Osiągnęła duży sukces komercyjny, plasując się w pierwszej dziesiątce wielu notowań na całym świecie, m.in. na miejscu 3. listy Billboard Hot 100 w Stanach Zjednoczonych. Utwór stał się piątym w historii pod względem liczby tygodni spędzonych w tym zestawieniu. Piosenka została kupiona cyfrowo ponad 2.000.000 razy i tym samym uzyskała status podwójnej platyny. „How to Save a Life” jest najdłużej utrzymującą się w notowaniach piosenką zespołu, gdyż spędziła na liście Hot Adult Top 40 Tracks aż 15 tygodni.
„How to Save a Life” była pierwszą piosenką The Fray, która zdobyła popularność poza Stanami Zjednoczonymi. Uplasowała się ona w pierwszej piątce zestawień w Australii, Irlandii, Szwecji oraz Wielkiej Brytanii. Ze względu na zbyt wczesne nadanie piosenki na antenie brytyjskiego radia BBC Radio 1, jej premiera w tym kraju nastąpiła pięć tygodni wcześniej niż planowano. Zajęła ona pozycję 4. w tamtejszym notowaniu, a pod koniec 2007 roku okazała się jedenastą na liście najczęściej kupowanych piosenek roku w Wielkiej Brytanii.
W 2007 piosenka otrzymała nominację do nagrody Grammy w kategorii Best Rock Performance by a Duo or Group with Vocal, jednak przegrała z utworem „Dani California” Red Hot Chili Peppers.

## Historia
Wokalista, a zarazem autor piosenki Isaac Slade przyznał, że powstała ona na podstawie jego doświadczeń zdobytych podczas pracy w obozie dla trudnej młodzieży. Slade powiedział, iż „How to Save a Life” opowiada o wszystkich ludziach, którzy próbowali na różne sposoby nawiązać kontakt z nastoletnim chłopcem, jednak ich starania kończyły się niepowodzeniami. Jego rodzina i przyjaciele usiłowali dotrzeć do niego, posuwając się nawet do gróźb, nie zauważając, że chłopak potrzebował jedynie wsparcia. Wersy piosenki opisują próby nawiązania kontaktu dorosłych z kłopotliwym nastolatkiem. Z kolei w refrenie wokalista narzeka, że sam nie był w stanie uratować swojego przyjaciela, ponieważ nie widział jak to zrobić.
Podczas gdy taka jest oryginalna intencja piosenki członkowie The Fray pozostawili jej interpretację każdemu z osobna. Uruchomili nawet stronę internetową, na której fani mogą umieszczać stworzone przez siebie wideoklipy do „How to Save a Life”. Slade wypowiedział się o tym:

Otrzymałem bardzo wiele e-maili na ten temat (...) Pewne dziecko zginęło w wypadku samochodowym i prawdopodobnie „How to Save a Life” była ostatnią piosenką, jaką ściągnęło na swój komputer. Została ona zagrana na jego pogrzebie, a część jego przyjaciół posiada tatuaże Save a Life na rękach. Odpowiedź była przytłaczająca/druzgocąca.

## Popularność w mediach
Piosenka po raz pierwszy pojawiła się w Chirurgach, po tym jak Alexandra Patsavas, odpowiedzialna za muzykę w serialu, zobaczyła występ zespołu w Los Angeles. Była pod dużym wrażeniem koncertu, a szczególnie wykonania „How to Save a Life”. Wykorzystała więc utwór w odcinku drugiej serii, „Superstition”. Po tym piosenka zanotowała wzrost popularności na liście Billboard Hot 100. Od tego czasu stała się kojarzona z serialem, dlatego też producenci zdecydowali, iż będzie ona stanowić muzykę promocyjną jego trzeciej serii.
Piosenka została następnie wykorzystana w innym amerykańskim serialu, Hoży doktorzy, pod koniec popularnego odcinka „My Lunch” oraz w odcinku „My Night to Remember”.
Po upływie tygodnia od rozpoczęcia promocji trzeciej serii Chirurgów, piosenka awansowała w zestawieniu Billboard Hot 100 z miejsca 51. na 29. Wraz z trwaniem promocji „How to Save a Life” pięła się wyżej, aż 7 października 2006 roku dotarła na pozycję 3. 21 września 2006 roku ukazała się serialowa wersja wideoklipu utworu (podobna do teledysku „Chasing Cars” Snow Patrol). Piosenka została wydana na soundtracku drugiej serii Chirurgów, a także użyta w telewizyjnych zapowiedziach serialu w Australii.
Prócz serialów Chirurdzy i Hoży doktorzy, piosenka została wykorzystana w serialach: Pogoda na miłość, Głowa rodziny, Zaklinacz dusz, Echo Beach, Na sygnale, The Hills, 8th & The Ocean, Dowody zbrodni, a także w zapowiedzi filmu Reign Over Me oraz w finałowym odcinku ósmej edycji brytyjskiego Big Brothera. Telewizja HBO użyła utworu w kampanii reklamowej Summer Image.
„How to Save a Life” została wykorzystana w reklamie programu telewizyjnego Zakochaj się w Tili Tequili.

## Wideoklip
Do piosenki „How to Save a Life” powstało aż pięć wideoklipów.
1. Oryginalna wersja wideoklipu miał swoją premierę w telewizji VH1 12 września 2006 roku i przedstawia powracające motywy światła i zatrzymującego się czasu. Teledysk ukazuje scenę wypadku samochodowego oraz jego ofiary w bezruchu. Pojawia się również jasne światło, świecące między pogrążonymi w ciemności drzewami, gdzie ma miejsce akcja wideoklipu. Ujęcia zespołu wykonującego „How to Save a Life” przeplatają się ze scenami wypadku. Wersja ta zajęła miejsce 21. na sporządzonej przez VH1 liście najlepszych wideoklipów 2006 roku.
2. Kolejna wersja wideoklipu przedstawia poprzelatane sceny z serialu Chirurdzy z ujęciami z oryginalnego teledysku. Jednakże sceny z wersji oryginalnej, to tylko ujęcia zespołu wykonującego piosenkę, momenty ukazujące wypadek zostały wycięte.
3. Trzecia wersja wideoklipu ukazała się 6 grudnia 2006 roku. Wyreżyserował ją Mark Pellington, znany z pracy nad teledyskiem do utworu „Jeremy” Pearl Jam. Wideoklip ukazuje różne dzieci, najczęściej w wieku 12–18 lat, które wydają się być pogrążone w depresji i bliskie samobójstwa; duża część krzyczy lub płacze. Kontrast do ich zachowań stanowi białe tło. Teledysk kończy się przedstawiając dzieci w sposób, który mówi, iż znalazły one katharsis. Ta wersja wideoklipu zadebiutowała na pozycji 9. w programie Total Request Live telewizji MTV. Z czasem pięła się coraz wyżej, aż 21 grudnia 2006 roku piosenka uplasowała się na szczycie. Był to tym samym pierwszy utwór zespołu na miejscu 1. w tym programie, a także ostatnia piosenka numer 1. 2006 roku.
4. Czwarta wersja wideoklipu przedstawia wyłącznie materiały dotyczące tragicznych zamachów na World Trade Center i Pentagon z 11 września 2001 roku.
5. Piąta wersja wideoklipu ukazuje przebieg oraz skutki przejścia huraganu Katrina przez Nowy Orlean.

## Lista utworów
Wersja 1
1. „How To Save A Life”
2. „She Is” (wersja akustyczna)

Wersja 2
1. „How To Save A Life”
2. „How To Save A Life” (wersja akustyczna)
3. „She Is” (wersja akustyczna)
4. „How To Save A Life” (wersja CD-Rom)

## Pozycje na listach
| Lista (2006)                              | Pozycja |
| ----------------------------------------- | ------- |
| Bulgarian Airplay Chart                   | 1       |
| Canadian Airplay Chart                    | 1       |
| Irish Singles Chart                       | 1       |
| Spanish Singles Chart                     | 1       |
| US Billboard Hot Adult Contemporary       | 1       |
| US Billboard Hot Adult Top 40 Tracks      | 1       |
| US Billboard Hot Digital Tracks           | 1       |
| Australian Recording Industry Association | 2       |
| US Billboard Hot 100                      | 3       |
| US Billboard Top 40 Mainstream            | 3       |
| UK Singles Chart                          | 4       |
| US Billboard Hot Christian Songs          | 4       |
| US Billboard Pop 100                      | 4       |
| Galgalatz Israel Top 20                   | 5       |
| Italian FIMI Download Chart               | 5       |
| Swedish Singles Chart                     | 5       |
| Belgian Singles Chart                     | 7       |
| New Zealand Singles Chart                 | 7       |
| European Singles Chart                    | 14      |
| Chilean Singles Top 100                   | 15      |
| United World Chart                        | 15      |
| Dutch Top 40                              | 20      |
| Italian Singles Chart                     | 29      |
| Swiss Singles Top 100                     | 30      |
| US Billboard Modern Rock Tracks           | 31      |
| Polish Singles Chart                      | 41      |
| Portuguese Singles Chart                  | 40      |
| Germany Singles Top 100                   | 45      |
| Mexican Top 100                           | 63      |
| Ibero-America Top 100 Singles Chart       | 80      |